# Kreisgericht Akmenė
Das Kreisgericht Akmenė (lit. Akmenės rajono apylinkės teismas) ist ein Kreisgericht der Rajongemeinde Akmenė im westlichen Litauen. Das Gericht wurde 1944 gegründet. Es gibt insgesamt 22 Mitarbeiter (4 Richter, 4 Richtergehilfen, 4 Sekretäre, Informatik, Haushaltsleiter, Archivar etc.). Das Gericht der zweiten Instanz ist das Bezirksgericht Šiauliai.

## Vorsitzende
- Stasys Pocevičius